# Кјаучи
Кјаучи (итал. Chiauci) је насеље у Италији у округу Изернија, региону Молизе.
Према процени из 2011. у насељу је живело 263 становника. Насеље се налази на надморској висини од 876 м.

## Становништво
| 1936. | 1951. | 1961. | 1971. | 1981. | 1991. | 2001. | 2011. |
| ----- | ----- | ----- | ----- | ----- | ----- | ----- | ----- |
| 710   | 766   | 697   | 433   | 363   | 337   | 277   | 268   |